# Dressed to Kill (음반)
《Dressed to Kill》은 1975년 3월 19일에 발매된 미국의 하드 록 밴드 키스의 세 번째 스튜디오 음반이다. 카사블랑카 레코드의 사장 닐 보가트가 프로듀싱을 맡았는데, 당시 레이블의 재정 상황이 전문 프로듀서의 고용을 허용하지 않았기 때문이다.

## 배경
음반의 짧은 길이 때문인지, 오리지널 바이닐 버전들은 각 트랙 사이에 긴 멈춤을 가지고 있어서 옆면이 자신들보다 더 길다는 착각을 불러일으켰다. 각 편은 15분밖에 진행되지 않았고, 일부 노래 시간은 바이닐 버전에 잘못 기재되었다. 예를 들어, 〈Two Timer〉는 2:59에, 〈Ladies in Waiting〉은 2:47에 등록되었다.
음반 커버에는 비즈니스 슈트를 입은 키스가 묘사되어 있지만, 이 밴드의 유일한 멤버는 피터 크리스였다. 나머지 밴드가 커버에 착용한 양복은 매니저 빌 오코인의 소유였다. 이 음반의 오리지널 바이닐 발매에는 사진 주위에 키스 로고가 양각되어 있었다. 음반 커버에 실린 밴드의 사진은 뉴욕시 북쪽을 바라보며 23번가와 8번가의 남서쪽 모퉁이에서 촬영되었다. 《Dressed to Kill》은 1997년에 리마스터드 버전으로 재발매되었다.

## 평가
| 전문가 평가                      | 전문가 평가 |
| 평가 점수                        | 평가 점수   |
| 출처                             | 점수        |
| -------------------------------- | ----------- |
| AllMusic                         | [ 3 ]       |
| Blender                          | [ 4 ]       |
| Collector's Guide to Heavy Metal | 7/10        |
| Encyclopedia of Popular Music    | [ 6 ]       |
| Pitchfork                        | 9.5/10      |
| Rolling Stone                    | [ 8 ]       |
| The Village Voice                | B           |

《Dressed to Kill》은 미국 빌보드 200 차트에서 32위로 정점을 찍었고 1977년 2월 28일 미국 음반 산업 협회로부터 골드 인증을 받았다. 〈C'mon and Love Me〉와 〈Rock and Roll All Nite〉는 싱글로 발매되었지만 차트 상승에 실패했다. 그 해 말 싱글로 발매된 《Alive!》의 〈Rock and Roll All Nite〉의 라이브 버전은 빌보드 핫 100에서 12위에 올랐다.

## 곡 목록
| #  | 제목                  | 작사·작곡        | 리드 보컬   | 재생 시간 |
| -- | --------------------- | ---------------- | ----------- | --------- |
| 1. | 〈Room Service〉      | 폴 스탠리        | 스탠리      | 2:59      |
| 2. | 〈Two Timer〉         | 진 시몬스        | 시몬스      | 2:47      |
| 3. | 〈Ladies in Waiting〉 | 시몬스           | 시몬스      | 2:35      |
| 4. | 〈Getaway〉           | 에이스 프레일리  | 피터 크리스 | 2:43      |
| 5. | 〈Rock Bottom〉       | 프레일리, 스탠리 | 스탠리      | 3:54      |

| #   | 제목                       | 작사·작곡             | 리드 보컬      | 재생 시간 |
| --- | -------------------------- | --------------------- | -------------- | --------- |
| 6.  | 〈C'mon and Love Me〉      | 스탠리                | 스탠리         | 2:57      |
| 7.  | 〈Anything for My Baby〉   | 스탠리                | 스탠리         | 2:35      |
| 8.  | 〈She〉                    | 시몬스, 스티븐 코로넬 | 시몬스, 스탠리 | 4:08      |
| 9.  | 〈Love Her All I Can〉     | 스탠리                | 스탠리         | 2:40      |
| 10. | 〈Rock and Roll All Nite〉 | 스탠리, 시몬스        | 시몬스         | 2:49      |

## 인증
| 국가                       | 인증 | 판매량/출하량 |
| -------------------------- | ---- | ------------- |
| 미국 (RIAA)                | 골드 | 500,000^      |
| ^출하량을 기반으로 한 인증 |      |               |